# Вулиця Пастера (Одеса)
Вулиця Пастера (з 1824 до 1923 — Херсонська) — вулиця, що знаходиться в центрі міста Одеси. Вулиця починається з перетину вул. Балківською (Херсонський сквер) та закінчується перетином з вул. Преображенською.

## Історія

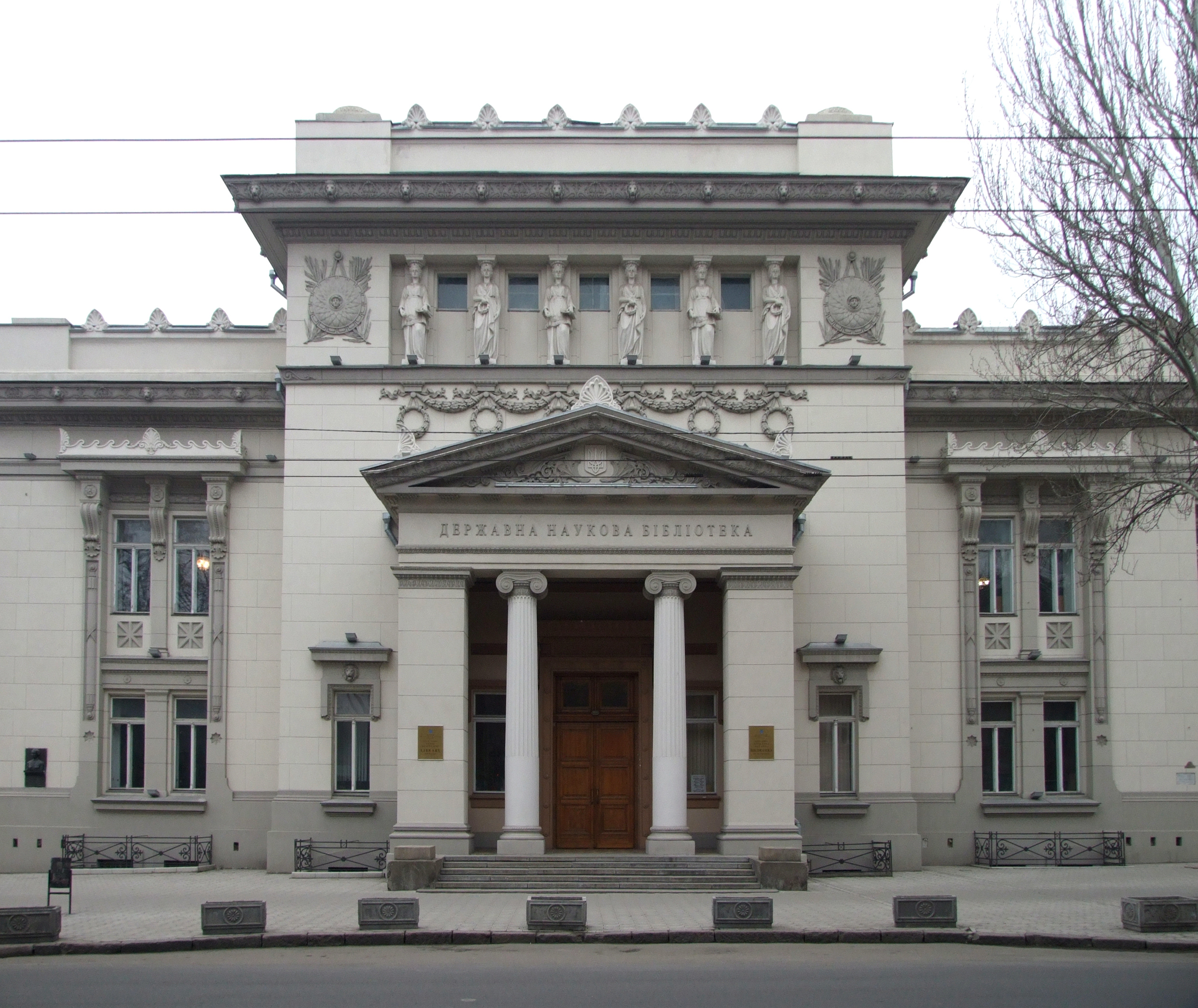
Будівля Одеської національної наукової бібліотеки

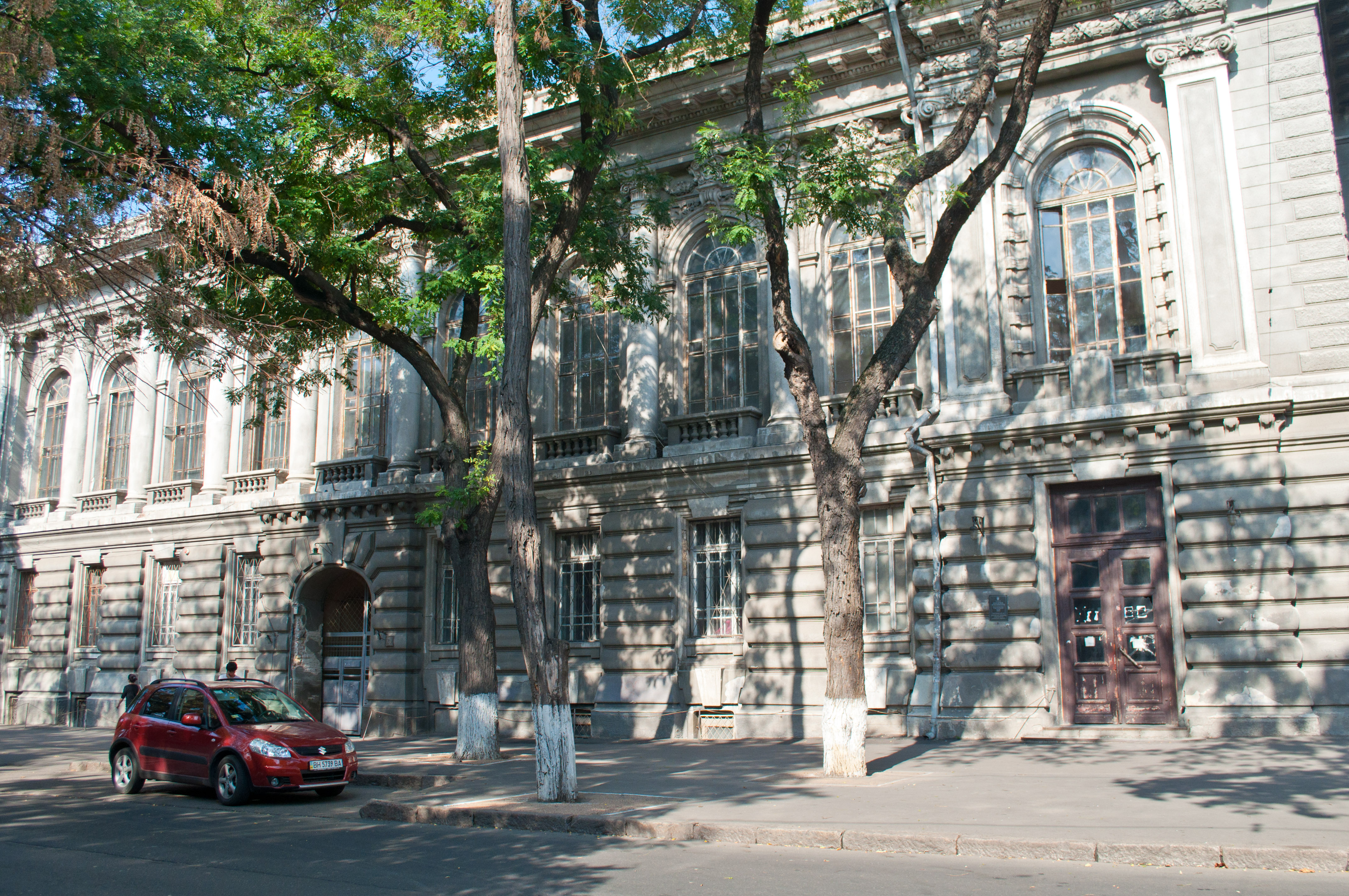
Будівля Бессарабсько-Таврійського банку

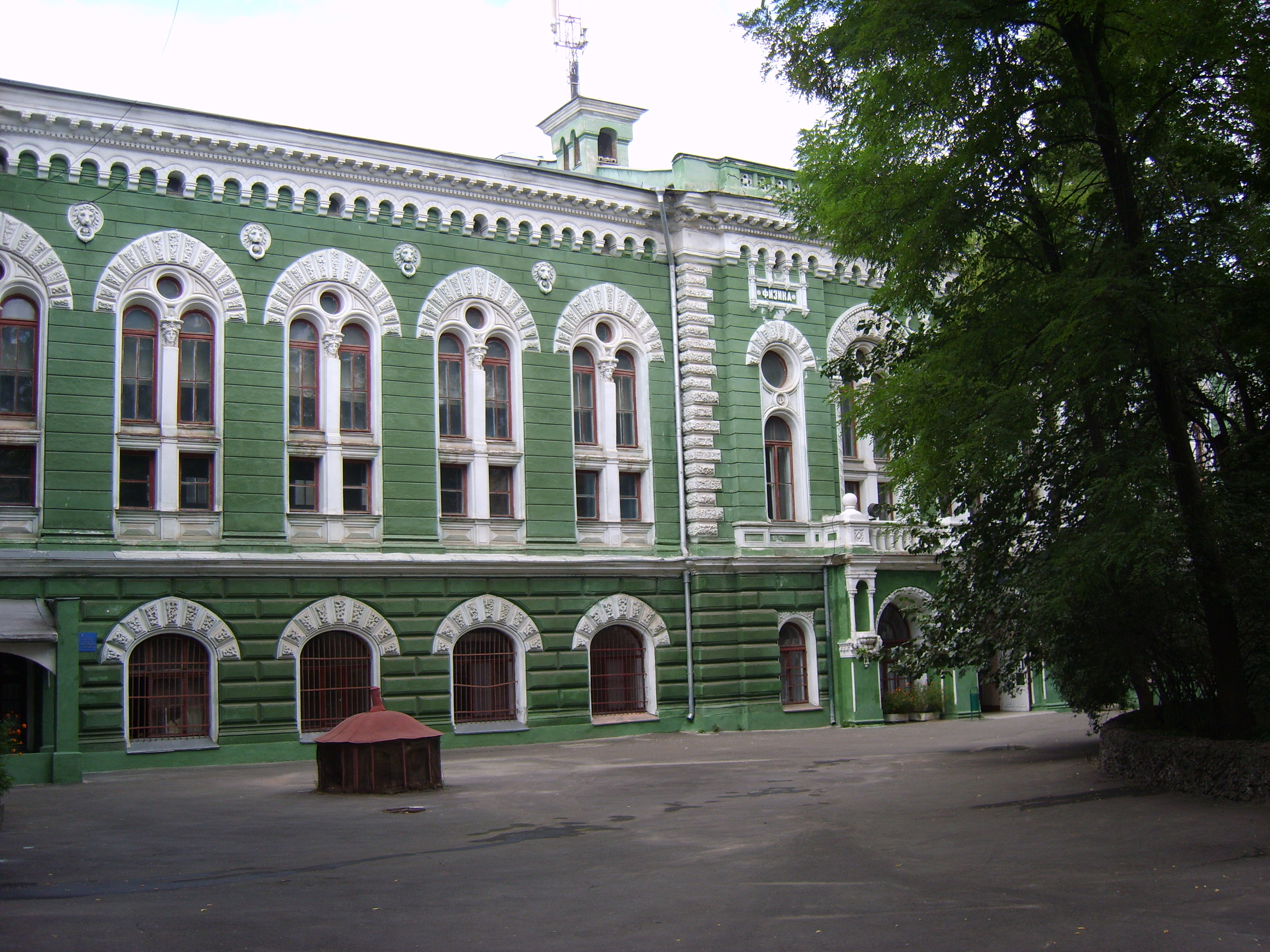
Науково-дослідний інститут ОНУ ім. І. І. Мечникова

У 1900-х роках тут з'явилися клініки медичного факультету університету, витончено розставлені серед зелені архітектором Миколою Толвінським, а раніше — бактеріологічна станція. Але початком цього «медико-біологічного комплексу» ще в 1808 році стала міська лікарня — монументальна будівля з потужними колонами, одним своїм виглядом повинна вселяти віру в лікарів і надію на зцілення. Тут працював великий хірург Микола Пирогов, його молодший сучасник і колега Микола Скліфосовський, а спроєктував будівлю лікарні архітектор Тома де Томон, який працював на тілесне і моральне здоров'я одеситів, тому як місто був зобов'язаний йому і театром пушкінських часів.
У молодості на Херсонській, 52, разом з батьком, популярним земським лікарем Іваном Львовичем, літератором і редактором, жив Юрій Липа, лікар, автор підручників з медицини та поет, прозаїк, драматург, видавець. У цьому ж будинку була квартира і «гомеопатичний, електротерапевтичний і рентгенівський кабінет» відомого доктора Івана Луценка, голови одеського Українського клубу. Всі троє були видними українськими громадсько-політичними діячами, їх імена тепер повернуті із примусового забуття і винесені на меморіальні дошки.
У 1923 році вулицю перейменовують на Пастера на честь французького мікробіолога і хіміка Луї Пастера.

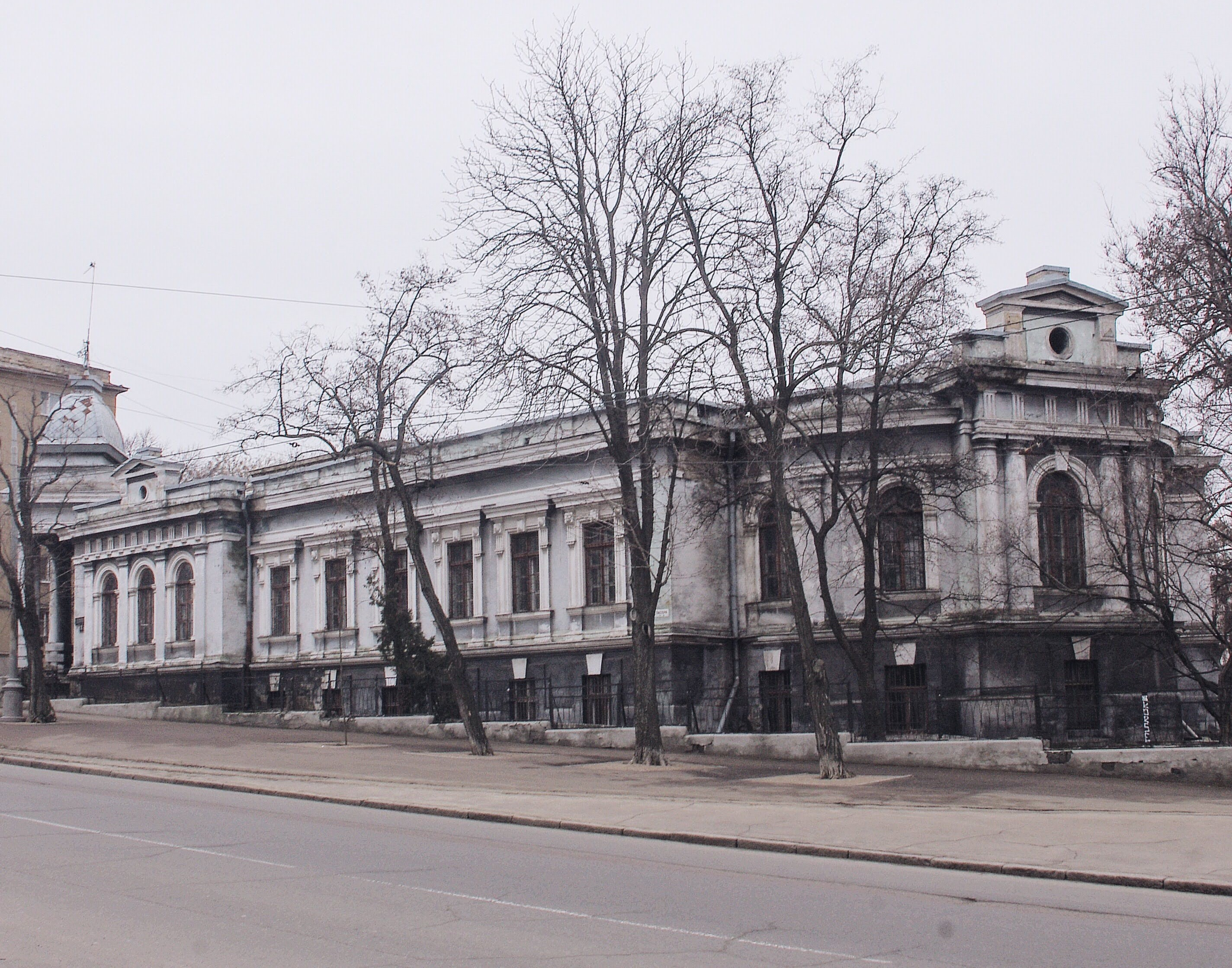
Будівля міської бактеріологічної станції

На меморіальних дошках колишньої Херсонської, нинішньої вулиці Пастера, імена мікробіолога Миколи Гамалії, Івана Мечникова, снайпера Людмили Павліченко, Миколи Пирогова, Миколи Скліфосовського, терапевта академіка Михайла Ясиновського, моряків-розвідників. На фасадах деяких будинків збереглися авторські написи — прізвища архітекторів, а в ґратах балконів і воріт вплетені чавунними цифрами роки побудови.

## Архітектурні пам'ятки
- Будинок Бражинського — Пастера, 1 — Побудований у 1835 році.
- Будівля міської бактеріологічної станції — Пастера, 2 — Побудована у 1895 році. У цій будівлі працювали: в 1895—1912 роках мікробіолог Микола Федорович Гамалія, епідеміолог; в 1895—1907 роках мікробіолог професор Петро Миколайович Діатропов; лікар професор Яків Юлійович Бардах.

- Будинок Міської інфекційної клінічної лікарні — Пастера, 5 — Побудований у 1806—1812 роках. В цьому будинку працювали: в 1856—1858 роках хірург Микола Іванович Пирогов; в 1859—1870 роках хірург, професор Микола Васильович Скліфосовський.
- Багатопрофільний медичний центр Університетської клініки, Одеського Національного Медичного Університету — Пастера, 7-9 — У цьому будинку в 1922—1972 роках працював видатний радянський терапевт, завідувач клініки, заслужений діяч науки УРСР, академік академії медичних наук СРСР Михайло Олександрович Ясиновський.
- Будинок житловий (Одеський національний медичний університет) — Пастера, 11 — Побудований у 1835 році.
- Будинок Одеської національної наукової бібліотеки — Пастера, 13 — Побудований у 1906 році, відкритий для користування в 1907 році. Бібліотека була одним з перших вітчизняних зразків бібліотечних будівель в Росії. Семиярусне книгосховище було розраховане на 250—300 тисяч томів. Але при необхідності за допомогою прибудови можна було збільшити його майже вдвічі. В цьому будинку: у 1924—1927 роках працював вчений-літературознавець, академік АН СРСР Алексєєв Михайло Павлович; у 1940—1941 роках працювала снайпер, учасниця оборони міста Одеса та Севастополь, Герой Радянського Союзу Павличенко Людмила Михайлівна; у 1920—1937 роках жив та працював краєзнавець, історик Одеси та бібліограф Дерібас Олександр Михайлович.
- Будівля театру Сибірякова (Одеський академічний Український музично-драматичний театр ім. В. С. Василька) — Пастера, 15 — Побудована у 1900—1903 роках. Перебудована в 1913—1914 роках. В цьому будинку у 1944—1951 роках жила українська драматична актриса Ганна Юхимівна Мещерська, а також працював народний артист СРСР, режисер, драматург Василь Степанович Василько.
- Будівля Одеського казначейства (Центр підготовки та атестації плавскладу — Одеський морський тренажерний центр) — Пастера, 16 — Побудований у 1906 році.
- Одеська загальноосвітня школа № 105 І-ІІІ ступенів — Пастера, 17 — У цій будівлі, в трудовій школі № 36, з 1920 року по 1926 рік навчався Герой Радянського Союзу командир легендарного підводного човна «С-13» Олександр Іванович Маринеско.
- Прибутковий будинок — Пастера, 19 — Побудований у 1893 році.
- Житловий комплекс Шретера — Пастера, 19 — Побудований у 1887 році.
- Будинок Даховської — Пастера, 22 — Побудований у 1890-і роки.
- Прибутковий будинок Лубовича — Пастера, 24 — Побудований у 1894 році.
- Будівля Бессарабсько-Таврійського банку — Пастера, 25 — Побудована у 1900 році.
- Житловий будинок Інбера — Пастера, 29 — Побудований у 1870-ті роки.
- Пам'ятка архітектури — Пастера, 30 — Побудована в XIX столітті.
- Прибутковий будинок Брейтбарта — Пастера, 34 — Побудований у 1891 році.
- Будинок Катинського — Пастера, 36 — Побудований у 1850 році. У цьому будинку в 1867—1888 роках жив і працював біолог, лауреат Нобелівської премії Ілля Ілліч Мечников.
- Пам'ятка архітектури — Пастера, 40 — Побудований у 1856 році.
- Меморіальна дошка Фрідріху Вольфу — Пастера, 42 — Побудований у 1856 році У цьому будинку в 1935 році працював німецький драматург і антифашист Фрідріх Вольф.